# Mikulášovy patálie
Mikulášovy patálie (francouzsky Le Petit Nicolas, v doslovném překladu Malý Mikuláš) je francouzská rodinná komedie. Film natočil režisér Laurent Tirard podle velmi oblíbených knih o malém Mikulášovi, jejichž autorem je slavný francouzský spisovatel René Goscinny.

## Obsazení a postavy
| Maxime Godart            | Mikuláš                             |
| Valérie Lemercier        | Mikulášova maminka                  |
| Kad Merad                | Mikulášův tatínek                   |
| Benjamin Averty          | Albín (Eudes)                       |
| Charles Vaillant         | Augustýn (Geoffrey)                 |
| Damien Ferdel            | Celestýn (Agnan)                    |
| Virgile Tirard           | Jáchym (Joachim)                    |
| Victor Carles            | Kryšpín (Clotaire)                  |
| Vincent Claude           | Vendelín (Alceste)                  |
| Germain Petit Damico     | Viktorín (Rufus)                    |
| Elisa Heusch             | Marie-Hedvika (Marie-Edwige)        |
| Sandrine Kiberlainová    | slečna učitelka                     |
| Anémone                  | slečna Navarrin, suplující učitelka |
| François-Xavier Demaison | dohlížitel Dubon                    |
| Michel Duchaussoy        | ředitel školy                       |
| Michel Galabru           | pan inspektor                       |
| Daniel Prévost           | pan Moucheboume                     |
| Nathalie Cerda           | paní Moucheboumeová                 |
| Serge Riaboukine         | Francis Leborgne, opravář aut       |
| Louise Bourgoin          | prodavačka v květinářství           |
| Eric Berger              | majordomus, opatrovatel Augustýna   |
| Jean-Michel Lahmi        | gangster před vězením               |

## Film
Film začíná a končí slohovým cvičením na téma: "Čím byste chtěli jednou být." Díky němu se hlavní postavy ve svižné zkratce představí divákovi, který by je náhodou neznal, a zároveň navnadí ty, kdo znají příběhy nazpaměť. Film se drží hlavní dějové linie, je však v průběhu doplňován jednotlivými vtipnými příhodami ze všech knih.

## Děj
Malý Mikuláš vede poklidný život. Má milující rodiče a bezvadné kamarády, se kterými se vždycky pobaví. Z idylky však jeho partu vytrhne zpráva Jáchyma, že se mu narodil malý bratříček a on z jeho příchodu na svět není vůbec nadšený. Následně Jáchym přestane chodit do školy a parta se mylně domnívá, že se ho rodiče zbavili jako v pohádce o Palečkovi.
Mezitím se u Mikulášova maminka rozhodne pomoci v kariéře svého muže a dohodnou se, že pozvou pana Moucheboumea, tatínkova šéfa, a jeho paní k nim domů na večeři. Mikuláš zaslechne část rozhovoru svých rodičů, který ho však dovede k mylné domněnce, že je jeho maminka těhotná. Mikuláše popadnou děsivé představy, že ho rodiče také opustí a rozhodne se pro radikální změnu. Nejprve mu kamarádi z party poradí takzvanou „Celestýnovu taktiku podlézání“, která na čas skutečně zabere.
Život ve škole jde dál. Třída jde na lékařskou prohlídku a připravuje se také na návštěvu pana inspektora. Mikuláš a jeho přátelé se rozhodnou založit tajnou partu za účelem pomoci Mikulášovi. Když se sejdou na plácku, Viktorín dostane nápad, že společně uklidí celý Mikulášův dům a až to jeho rodiče uvidí, určitě si ho nechají. Parta však místo úklidu nechtěně obrátí dům vzhůru nohama. Po této zkušenosti změní taktiku – až se bráška narodí, necháme ho „odtáhnout.“ Přátelé proto všude možně shánějí gangstera, který by tuto práci odvedl. Díky shodě jmen se však místo toho spojí s automechanikem, který si za „odtáhnutí“ řekne 500 franků. Všichni se tak snaží všemožnými způsoby získat peníze. Augustýn dokonce do školy přinese ruletu, která je však zabavena dohlížitelem Polívkou.
Mimo jiné je děj zpestřen příchodem suplující učitelky, slečny Navarrin, u které je všechno naopak. Dále společnou večeří Mikulášových rodičů a Moucheboumeových. A v neposlední řadě také návštěvou pana inspektora ve škole, při které se vyznamená Kryšpín, který obvykle bývá v hodnocení poslední.
Parta nakonec získá peníze za pomocí „čarovného elixíru“, který uvaří a podávají všem klukům ze čtvrti. Tento nápad získají z komiksu Asterix a Obelix, jehož autorem je také René Goscinny. Nakonec Augustýn za pomocí Mikuláše a Vendelína „ukradnou“ auto a svou jízdou po městě nevědomky pomůžou Mikulášově mamince k získání řidičského oprávnění. Když s autem dojedou do cíle a chystají se zavolat pro „odtah“, potkají Jáchyma s kočárkem. Ten nechodil do školy, protože měl neštovice, ale hlavně už změnil názor na malého brášku. Mikuláš i celá parta si uvědomí, že vlastně musí být prima být starším bráchou. Když však Mikuláš přiběhne s radostí domů, maminka mu řekne, že žádné miminko nečeká. To ho velice zarmoutí. Rodiče se také proto nakonec rozhodnou, že budou mít další dítě. Mikuláš se na svého malého brášku, kterého už doopravdy bude mít velice těší. Narodí se jim však holčička. „Já jsem chtěl brášku, ale maminka si místo něho v nemocnici vybrala tohle, nechápu proč. Má všude faldy, viděl jsem jí nahatou, jakoby měla čtyři zadky. Kdybych to býval věděl, řekl bych si o psa.“ - Pronese o ní Mikuláš po návratu z porodnice, čímž rozesměje celou rodinu, která se sjela k oslavě. V tu chvíli si Mikuláš vzpomene na domácí úkol – Napište, čím byste chtěli jednou být. A pronese: „Už vím, že až budu velký, chci bavit lidi.“ (Čímž se autor René Goscinny ztotožňuje s postavou Mikuláše). Film končí záběrem školní fotografie, jako „Upomínka na celý život.“

## Galerie

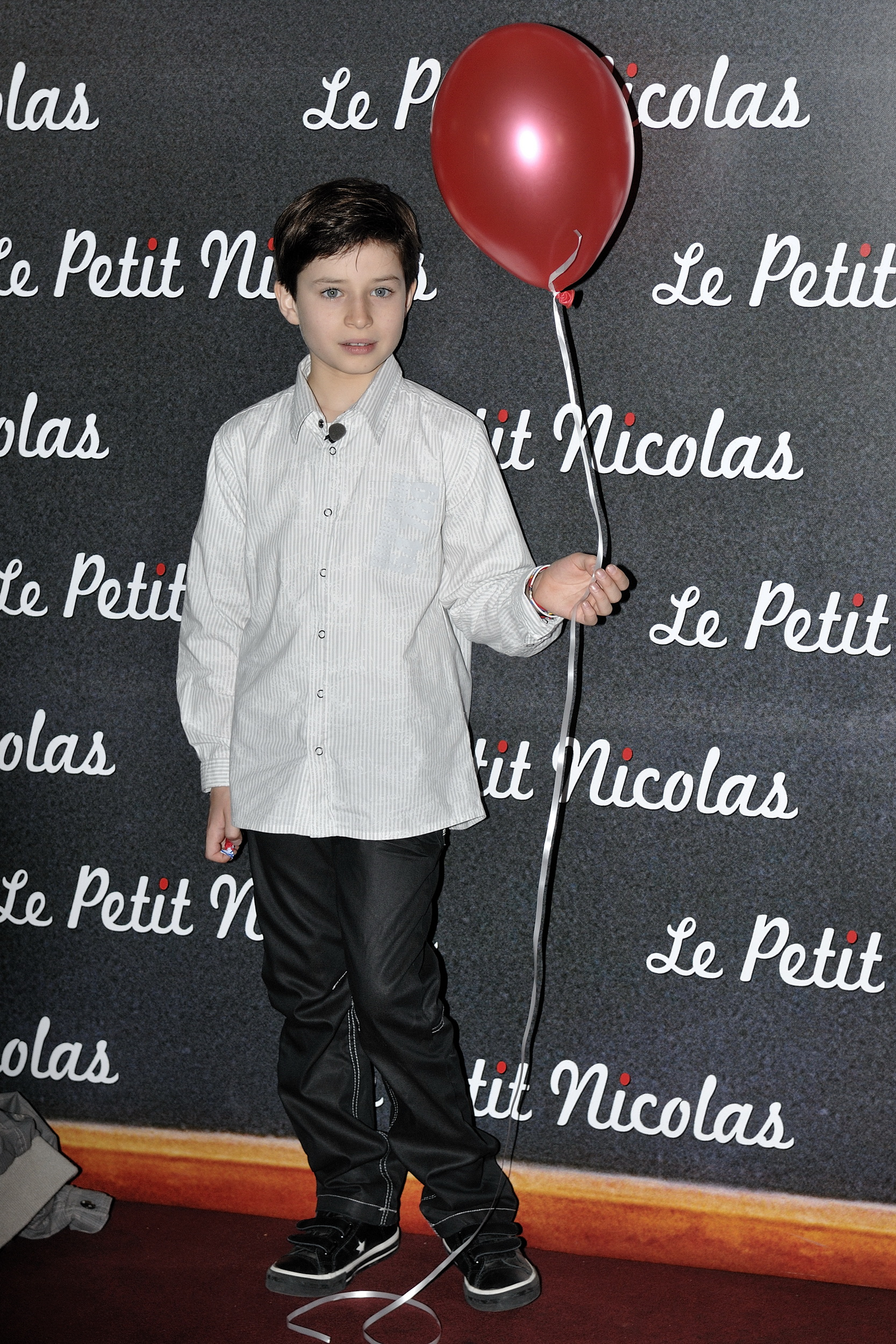
Maxime Godart (Mikuláš)
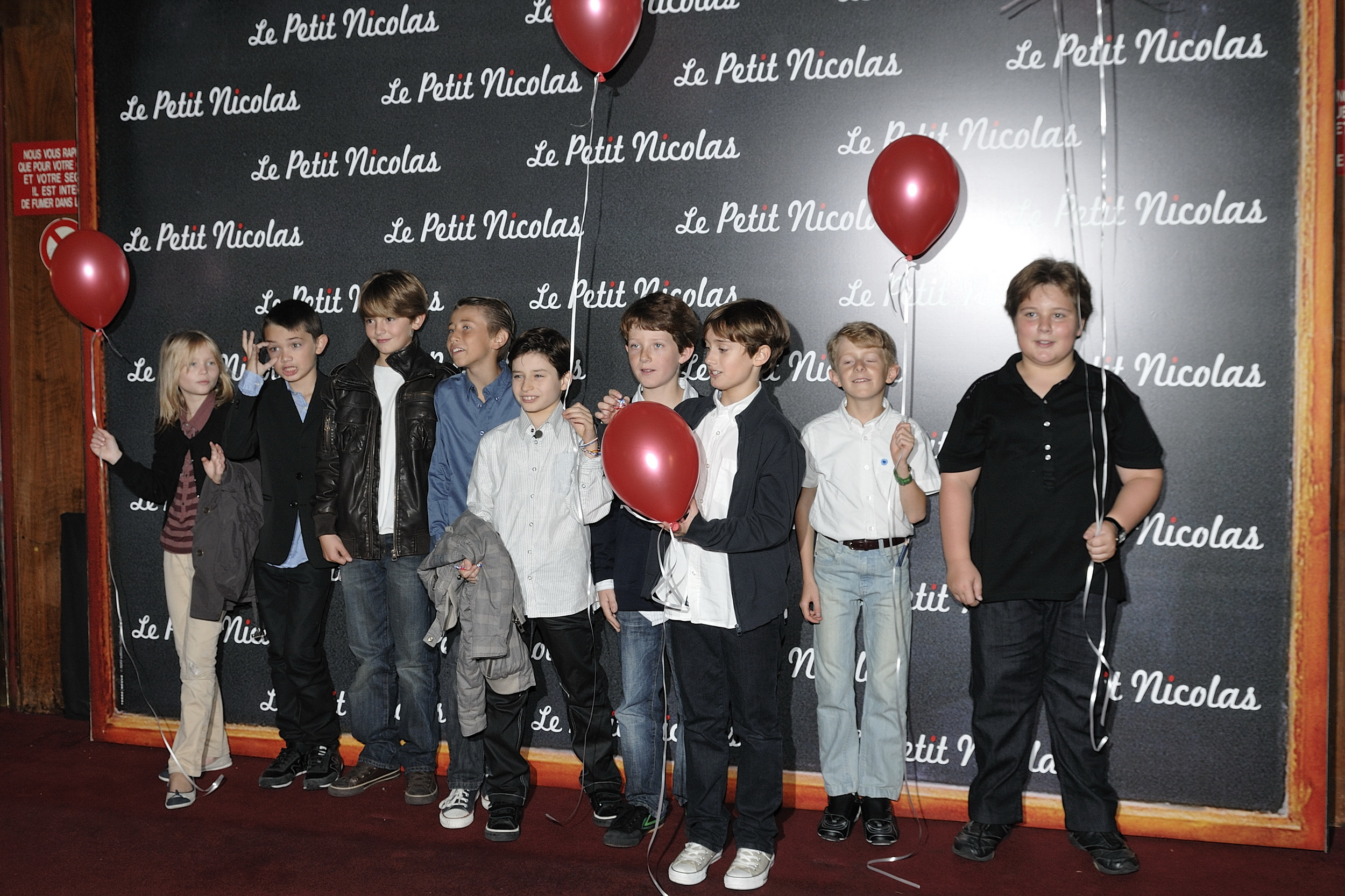
Mikuláš a jeho přátelé
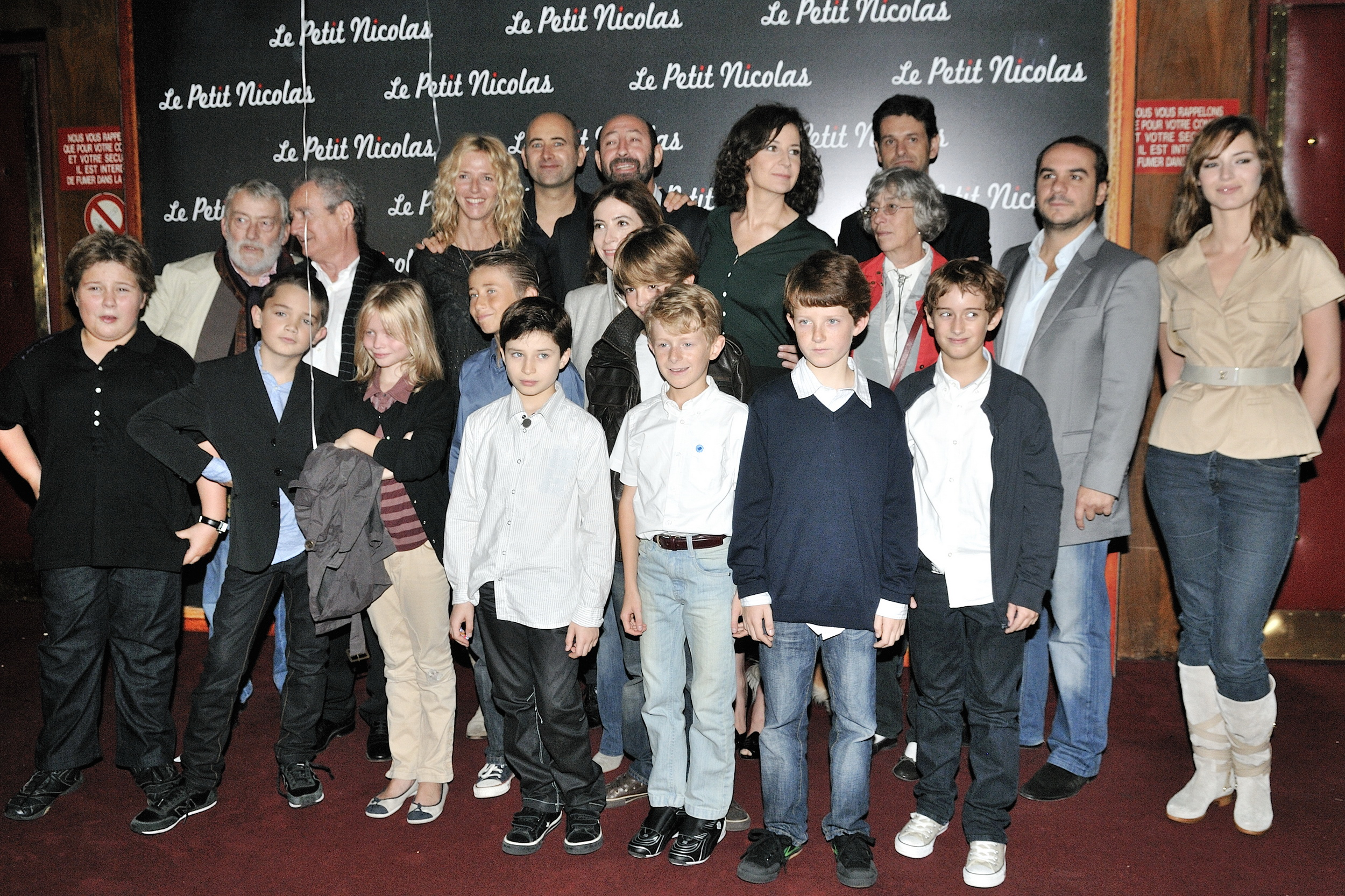
Herci hlavních postav